# 安田八十五
安田 八十五（やすだ やそい、1944年8月15日 - ）は日本の環境政策学者。関東学院大学経済学部教授。学位は博士（工学）。専攻は環境政策学、都市政策学、政策科学、循環型社会システム論、依存症社会システム論、横浜論。
神奈川県横浜市出身。東京工業大学の付属工業高校を経て、東京工業大学理工学部数学科卒業。東京工業大学、神戸商科大学、筑波大学、米国ペンシルベニア大学等で教鞭をとり、2002年4月から関東学院大学経済学部教授。
ごみ問題に関心が深く、土浦市・豊田市及びスーパーカスミ等で実施されている「つくば方式（発券方式）空き缶回収リサイクルシステム」の考案者として知られている。筑波大学では、構内のゴミ箱を撤去・封鎖することによって大学で収集されるごみの総量が大幅に減ることを実験によって明らかにした。
1995年にはダイナックス都市環境研究所と共同で、1975年ごろに行われた霞ヶ浦・常陸川水門（通称、逆水門）の閉鎖による経済的損益額の推計を行った。

## 主な著書
- 『ごみゼロ社会をめざして―循環型社会システムの構築と実践―』日報、1993年（ISBN 978-4930767127）
- 『アメリカンリサイクル―環境問題に挑戦する米国の企業と市民―（第4版）』日報、1994年（ISBN 978-4890860203）
- 『こうすれば東京は暮らしやすくなる―サラリーマンのための首都圏改造論―』太陽企画出版、1988年（ISBN 978-4884661441）